# Phú Đô (phường)
Phú Đô là một phường thuộc quận Nam Từ Liêm, thành phố Hà Nội, Việt Nam.

## Địa lý
Phường Phú Đô nằm ở phía nam quận Nam Từ Liêm, có vị trí địa lý:
- Phía đông giáp phường Mễ Trì
- Phía tây giáp các phường Đại Mỗ và Tây Mỗ
- Phía nam giáp các phường Đại Mỗ và Trung Văn
- Phía bắc giáp phường Mỹ Đình 1.

Phường có diện tích 2,39 km², dân số năm 2022 là 15.983 người, mật độ dân số đạt 6.687 người/km².

## Lịch sử
Phường Phú Đô được thành lập vào ngày 27 tháng 12 năm 2013 trên cơ sở điều chỉnh 239 ha diện tích tự nhiên và 13.856 người của xã Mễ Trì thuộc huyện Từ Liêm cũ.